# Факултет по изобразително изкуство (Скопски университет)
Факултетът по изобразително изкуство (на македонска литературна норма: Факултет за ликовни уместности) към Скопския университет „Св. св. Кирил и Методий“ е висша образователна и научна институция в областта на изобразителното изкуство в Северна Македония.
Създаден е на 31 март 1980 година. Помещава се в 3 сгради.

## Структура
Факултетът по изобразително изкуство днес се състои от следните отдели:
- Скулптура
- Живопис
- Графика
- Педагогика